# Hugo Federico González
Hugo Federico González (Buenos Aires, Argentina; 8 de agosto de 1944 -Idem; 16 de agosto de 1976) fue un actor, músico, director teatral, profesor de arte dramático y militante argentino. Formó parte de la lista negra de la última dictadura militar. Su esposa fue la actriz Cecilia Rossetto.

## Carrera
Hijo de Leandro Manuel González y Yolanda Castresana de González, se egresó del Conservatorio de Arte Dramático en 1969. Fue director, músico y maestro. 
Gozó del cariño y respeto de Saulo Benavente, Carlos Somigliana, Roberto Durán, Camilo Da Passano y Germán Rozenmacher, entre otras grandes personalidades del mundo teatral. Luego de tres intensos años en los cuales trabajó en el Teatro San Martín, Teatro Nacional Cervantes, ciclos de teatro en televisión y como profesor en el SHA, se entregó de lleno a la militancia.
En teatro se pueden mencionar obras como En la mentira, Una pasión arrabalera, He visto a Dios y Cremona. También hizo teatro para niños como Cuentos de nunca acabar, La polvorienta, El gato y Los médico a palos.
En televisión intervino en los especiales de 'Ciclo del Teatro Universal y en Los creadores del teatro, ambos emitido por Canal 7.
También se desempeñó como docente de arte dramático, ya que enseñó en el Teatro SHA, inaugurada en 1968.

## Vida privada
El 29 de diciembre de 1969 contrae matrimonio con la actriz y comediante Cecilia Rossetto con quien pudo compartir no solo su vida sentimental sino también laboral, en las tablas, en algunas obras teatrales. A Cecilia la conoció  en la Escuela Nacional de Arte Dramático, donde se pusieron de novios y al egresar se comprometieron.

## Secuestro y desaparición
El 16 de agosto de 1976 en la confitería "El Colonial", Pte Pacífico, en Colegiales, Capital Federal. Fue llevado al campo de detención El Vesubio. 
Su esposa Rossetto contó en una entrevista que González interpretaba canciones para amortiguar el dolor por los vejámenes sufridos en el campo de detención (como mecanismo para aferrarse a la vitalidad del canto para atenuar el impacto de la picana):  

"El les cantaba las canciones a sus compañeros para darles ánimo mientras los torturaban. Para ellos, en el momento de la tortura, significaba muchísimo escuchar la voz de él, porque eso los hacía resistir".

Durante su detención en la Unidad 9 de La Plata, Hugo escribió una carta donde expresaba: 

"El teatro representa mucho en mi vida. Sólo que un día uno abre los ojos como un recién nacido y ve cuánto egoísmo puede esconderse bajo esas banderas. Así fueron mis renuncias a los puestos "cómodos" del Teatro San Martín y a las cátedras del Sha y del Conservatorio.  Cuando nosotros luchábamos por un teatro para el pueblo, el pueblo estaba en las calles y plazas. Y si uno lucha por un teatro socialista, si sus ideales de teatro son puros, lo mejor que puede hacer es luchar por la Patria Socialista pues si es mucho lo que uno puede dar al teatro, es mucho lo que puede dar a la Revolución. Que cada uno elija su destino y, si su elección es verdadera, entonces pueden privarlo de su libertad, de ver a su madre, a su mujer, a sus amigos y compañeros, y siempre va a creer que la vida es hermosa.

Según el relato de una sobreviviente, Cristina Comandé, que fue secuestrada y llevada a ese campo de concentración. Allí se encontró con Hugo Federico González Castresana, quien se despidió de ella cuando le anunciaron que lo mataban.
Integró una larga lista de artistas detenido durante 1976 hasta 1983, entre ellos, Diego Botto, Juan Rubén Bravo, Mirta Britos, Luis Conti, Polo Cortés, Carlos Alberto Gaud, Fabio Goldryng, Raquél Herrera, Raúl Iglesias, Alberto Mesa, Gregorio Nachman, Alicia Palanco, Oscar Pérez Ruarte, Armando Prieto, Jorge Ernesto Romero, Paul Rouget, Silvia Shelby, Azize Weiss, Carlos Waizt y Osvaldo Zuin.
Su madre Yolanda Castresana, no dejó de recorrer la Plaza de Mayo hasta su último día de vida. Sufrió persecuciones y cárcel y fue muy cercana a Azucena Villaflor.
Por el este y otros delitos, los genocidas Miguel Etchecolatz y Federico Antonio Minicucci recibieron la pena de prisión perpetua. Tres ex policías acusados recibieron penas de entre 6 y 8 años y los restantes cuatro fueron absueltos.
En el 2003 fue integrado en el documental sobre desaparecidos en la dictadura de Jorge Rafael Videla, Podrán cortar todas las flores..., bajo la dirección de Julia Arizmendi y Cecilia Cárdenas.

## Teatro
- 1971: El médico a palos, de Moliére, adaptado y dirigido por González, estrenada en La Cebolla.
- 1971: Cremona, de Armando Discépolo, dirección de Roberto Durán, en el San Martín. Con Oscar Martínez, Tina Serrano, Osvaldo Terranova, María Bufano, María Esther Leguizamón, Emilio Disi, Luis Politti y gran elenco.
- 1971: Savonarola, de Agustín Pérez Perdella, dirección de Pedro Escudero, en el Teatro Nacional cervantes.
- 1970: El avión negro, de Cossa, Rozenmacher, Somigliana y Talesnik, bajo la dirección de Héctor Gióvine, en el Teatro Regina.
- 1970: He visto a Dios, de Francisco Defilippis Novoa, bajo la dirección de Miguel Nocera, en el Teatro LYF.
- 1970: La polvorienta, de Laura Saniés y Leda Valladares, en el Teatro San Martín. Junto a Alberto Fernández de Rosa.
- 1970: El gato, de William Seroyan, en el Teatro San Martín.
- 1969: Cuentos de nunca acabar, con Laura Saniés, en el Teatro del Globo.
- 1969: Una pasión arrabalera, de Ricardo Habberger. Dirección del autor. En el Teatro Payró.
- 1969: En la mentira, de Julio Mauricio, bajo la dirección de Roberto Durán, en el Teatro San Martín.

## Televisión
- 1970: Ciclo de Teatro Universal.
- 1970: Los creadores del teatro.